# Натанијел Асамоа
Натанијел Асамоа (енгл. Nathaniel Asamoah; Акра, 22. фебруар 1990) је гански фудбалер који је тренутно слободан играч.

## Каријера
Каријеру је почео у клубу Ол старс из града Ва. У јануару 2011. прелази у Асанте Котоко, један од највећих клубова у Гани.
У јануару 2012. Асамоа одлази на пробу у Црвену звезду и након три припремна меча је убедио тренера Просинечког да га задржи. Тако да је Асамоа 1. фебруара 2012. потписао уговор на четири године са Црвеном звездом, а изабрао је да на дресу носи број 77. На крају сезоне 2012/13. је раскинуо уговор са Црвеном звездом.

## Репрезентација
Асамоа је члан младе репрезентације Гане, а био је и на списку А репрезентације Гане за мечеве са Свазилендом и Бразилом, али није добио прилику да заигра.